# Maurice Altenbach
Maurice Altenbach (* 8. Oktober 1933 in Aulnay-sous-Bois bei Paris; † 19. April 2005 in Basel) war ein Schweizer Komponist, Musikpädagoge und Cellist.

## Leben
Altenbach verbrachte die ersten sieben Lebensjahre in Frankreich, ehe er mit seiner Familie kurz vor der deutschen Eroberung von Paris in die Schweiz floh und in Riehen aufwuchs. Er besuchte danach die Stiftsschule Engelberg, wo er die Matura absolvierte und ein starkes Interesse für die Musik entwickelte. Ab 1953 studierte Altenbach Schulmusik und Violoncello am Basler Konservatorium und verbrachte einen halbjährigen Studienaufenthalt in Paris bei Paul Tortelier.
1954 unterrichtete Altenbach erstmals am Humanistischen Gymnasium und wechselte danach ans Mädchen- und Holbeingymnasium, wo er bis zu seiner Pensionierung 1993 als Musikpädagoge und Orchesterleiter wirkte. Anfang der 1970er-Jahre konzertierte er regelmässig mit dem Violinisten Bruno Straumann und dem Pianisten Klaus Ruprecht als Basler Trio. 1979 gründete er mit dem Violinisten Wim Viersen das Leimentaler Kammerorchester, welches bis heute als ambitioniertes Laienorchester existiert und auftritt.
Altenbach pflegte enge Freundschaften zum Basler Politiker Hanspeter Mattmüller und zum Musikpädagogen Frieder Liebendörfer. Unter seinen Kompositionen finden sich zahlreiche Werke für kammermusikalische Kleinformationen, aber auch für Chor (u. a. zwei Messvertonungen), Schulmusikformationen (Singspiele) und solistische Kunstlieder. Verlegt wurden seine Werke beim Verlag Edition-Faedis. Er verstarb 2005 nach kurzer Krankheit im Basler Claraspital. Sein kompositorischer Nachlass wird im Frühjahr 2024 in die Musikhandschriftenabteilung der Universitätsbibliothek Basel integriert.

## Kompositionen (Auswahl)
Einige Werke Altenbachs wurden im Musikverlag Edition Faedis veröffentlicht, u. a. neben Werken anderer bedeutender Schweizer Komponisten wie Hermann Suter und Rudolf Jaggi.
- Terzett für drei Flöten OCLC 610673515
- Quartett für Flöte, Violine, Viola, Violoncello OCLC 610673493
- Sonatine für zwei Violoncelli OCLC 605713714
- Vier Chorduette für zwei gleiche Stimmen mit Querflöte und Streichorchester[1][2]
- Messe «Dona nobis pacem»[3]

## Diskografie
- 1973: „Violinmusik Aus Drei Jahrhunderten“, Lovor[4]